# Darija Kusmytsch
Darija Kusmytsch (ukrainisch Дарія Кузьмич; * 1991 in Kiew), auch unter der Schreibweise Dariia Kuzmych bekannt, ist eine ukrainische bildende Künstlerin, die multimedial arbeitet.

## Leben
Darija Kusmytsch wurde zwei Wochen vor dem Referendum über die Unabhängigkeit der Ukraine geboren und wuchs in Kiew auf. Ihre Mutter, Switlana Selesnewa, ist eine ukrainische Textilkünstlerin. Nach eigenen Angaben nahm Kusmytsch 2014 an den Maidan-Protesten teil. Ihr Bruder kämpfte 2014/15 in der Ostukraine; ihr Vater meldete sich am zweiten Tag nach dem russischen Angriff auf die Ukraine als Soldat in die Armee. Sie selbst befand sich zu diesem Zeitpunkt in Wien und pendelte zwischen Kiew, Wien und Berlin. Seit Februar 2023 lebt sie wieder in der Ukraine.

## Kunst
Sie studierte von 2009 bis 2015 Malerei an der Nationalen Akademie der Bildenden Künste und Architektur in Kiew mit dem Abschluss 2015 als Bachelor of Arts. Ihr großformatiges Gemälde in Öl Der Sturz des Lenindenkmals in Charkiw ist ihre Abschlussarbeit. Anschließend absolvierte sie mit einem DAAD-Stipendium ein Masterstudium an Universität der Künste Berlin in der Klasse von Ai Weiwei und bei Nina Fischer in der Klasse für experimentelle Film- und Medienkunst. Von 2017 bis 2020 war sie Kunststipendiatin der Friedrich-Ebert-Stiftung. Als Artist in Residence 2018 im MuseumsQuartier in Wien schuf sie mit Svitlana Selezneva das Werk Diplomarbeit, eine Installation mit einem großen Wandteppich nach einer Zeichnung von Kuzmych, mit der sie eine Situation ihrer Kindheit nachempfand, und die ihre Mutter aus textilem Material in Quilt-Technik ausführte. Die Szene wird mit Fragmenten von Kinderzeichnungen umrahmt. In Deutschland brachte sie ein Künstlerbuch mit dem Titel Dresden. Menschen auf dem Platz heraus, mit dem sie in Aquarellzeichnungen Demonstranten der Pegida-Bewegung in Dresden porträtierte. Beide Werke wurden in der Wanderausstellung Fragments From Now For An Unfinished Future präsentiert. Seit einem Autounfall befasst sie sich in einer laufenden Serie von Pastellzeichnungen auf Papier mit Schmerz und Bewegungsstudien. Als Meisterschülerin von Nina Fischer schloss sie 2021 ihr Studium mit einer Rauminstallation aus Acrylglas, Folie, Tusche und Licht ab, ein Projekt zum Thema Zeitwahrnehmung, das sie während ihres Aufenthaltes in Wien vorbereitet hatte.
Darija Kusmytsch gehört laut Ann Cotten zu einer „Generation junger, urbaner, internationaler Ukrainer, die von gewissen Kontinuitäten des postsowjetischen Stils angewidert sind, beunruhigt von Zensur und Gewalt, von verschwundenen Bloggern und Journalisten und dem Krieg im Donbas“. Mit ihren Werken untersuche sie „unsere hybride Lebenswelt“ aus künstlerischer Perspektive. Sie spiele mit verschiedenen Medien von digital generierten Bildern bis hin zu Ölmalerei, Aquarell und Collagen, kombiniere in ihren Ausstellungen die unterschiedlichen Arbeiten zu Installationen und schaffe dadurch narrative Räume.

## Ausstellungen
Gruppenausstellungen (Auswahl)
- 2018: Productive Work - What is it supposed to be? Museumsquartier, Wien
- 2019: Attitude Gestures. Episode 5: Naughty Bodies. Kmytiv Art Museum, Ukraine
- 2019: Fragments from Now for an Unfinished Future (Werke von 14 Kunststipendiaten der Friedrich-Ebert-Stiftung aus der Ukraine, Georgien, Russland, der Türkei, dem Iran, Ecuador sowie Deutschland), Künstlerhaus Bethanien, Berlin
  - 2020: Kunst- und Ausstellungshalle der Bundesrepublik Deutschland, Bonn
  - 2022: Kunsthaus Dresden[16]
- 2022: Short Stories. Contemporary artists from Ukraine (Werke von 140 ukrainischen Künstlerinnen und Künstlern), MAXXI – Museo nazionale delle arti del XXI secolo, Rom
- 2022/23: United. Ausstellung von 18 Künstlern, die für den PinchukArtCentre Prize 2022 nominiert waren (Shortlist). PinchukArtCentre, Kiew[17]
- 2023: Früchte des Zorns. Versuch einer Annäherung: Ukraine (Gruppenausstellung mit 13 Künstlerinnen und Künstlern aus der Ukraine und Deutschland), Haus am Lützowplatz, Berlin[18]
- 2023/2024: One with the Other. Spatial Dialogues. My Room Dissolves into Your Walls When the Sunlight Falls, mit Video-Arbeiten von Maryna Makarenko. Kultur- und Museumskomplex Mystezkyj Arsenal, Kiew